# Aménagement hydroélectrique en Tarentaise
L’histoire de l'équipement hydroélectrique en Tarentaise, c'est-à-dire du bassin supérieur de l’Isère, a commencé dès la fin du XIXe siècle avec les pionniers de la houille blanche pour répondre aux besoins de leurs entreprises d’électrochimie et d’électrométallurgie. Dès la création d’Électricité de France, en 1946, un aménagement intégral au service du réseau national a été entrepris. Il a été exécuté prioritairement en un temps record de 13 ans, avec des ouvrages majeurs comme le barrage du Chevril, la centrale de Malgovert et l'aménagement de Roselend - La Bâthie. À l’ère du nucléaire, l’aménagement en pompage-turbinage se limite au cas de la centrale de La Coche, aménagée dès 1975.

## La houille blanche, servante de l'industrie (1893-1945)

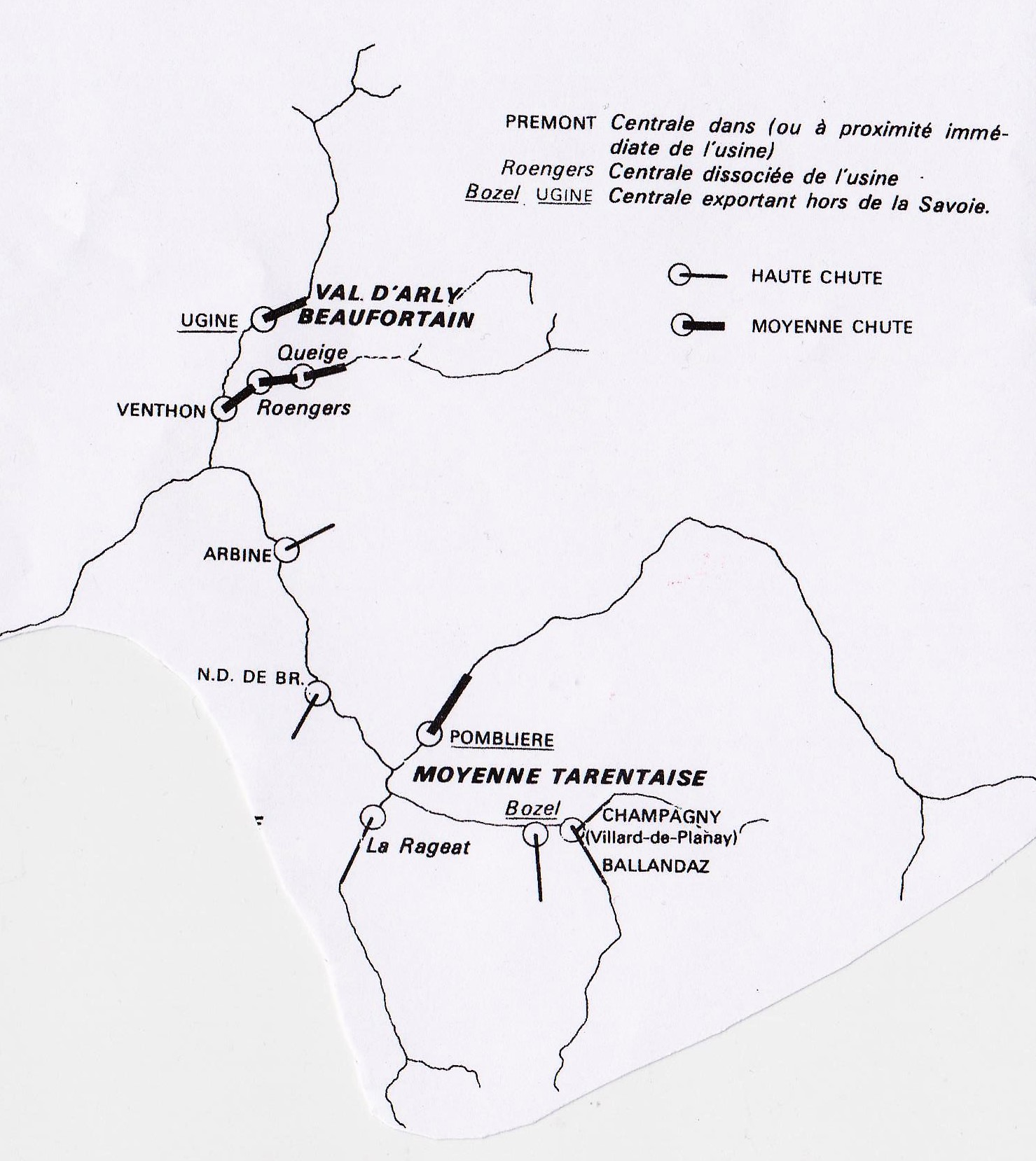
Centrales hydroélectriques de Tarentaise (1890-1920).

C’est dans les années 1890 qu’ont été maîtrisées les techniques de l’électrochimie et de l’électrométallurgie. Mais une desserte ferroviaire était indispensable pour le développement de ces industries lourdes, tant pour leurs approvisionnements que pour leurs expéditions. Par coïncidence, c’est à la même époque que la voie ferrée remontant la Tarentaise, qui avait son terminus à Albertville depuis 1876, a été prolongée jusqu’à Moûtiers en 1893. Elle ne devait atteindre Bourg-Saint-Maurice qu’en 1910. L’intérêt des pionniers de la houille blanche s’est donc porté seulement sur la basse Tarentaise. La carte des centrales hydroélectriques de cette période est un calque assez fidèle de leurs établissements. La faible pente de l’Isère, sauf à l’amont de Pomblière, explique l’équipement préférentiel des ruisseaux affluents, la hauteur de chute compensant le faible débit. Le cas du Villard-du-Planay, loin de la voie ferrée, est exceptionnel : cette usine trouvait sur place dans les mines et carrières toutes les ressources nécessaires à son fonctionnement et on ne perdait pas l’espoir d’être raccordé un jour au réseau ferroviaire.

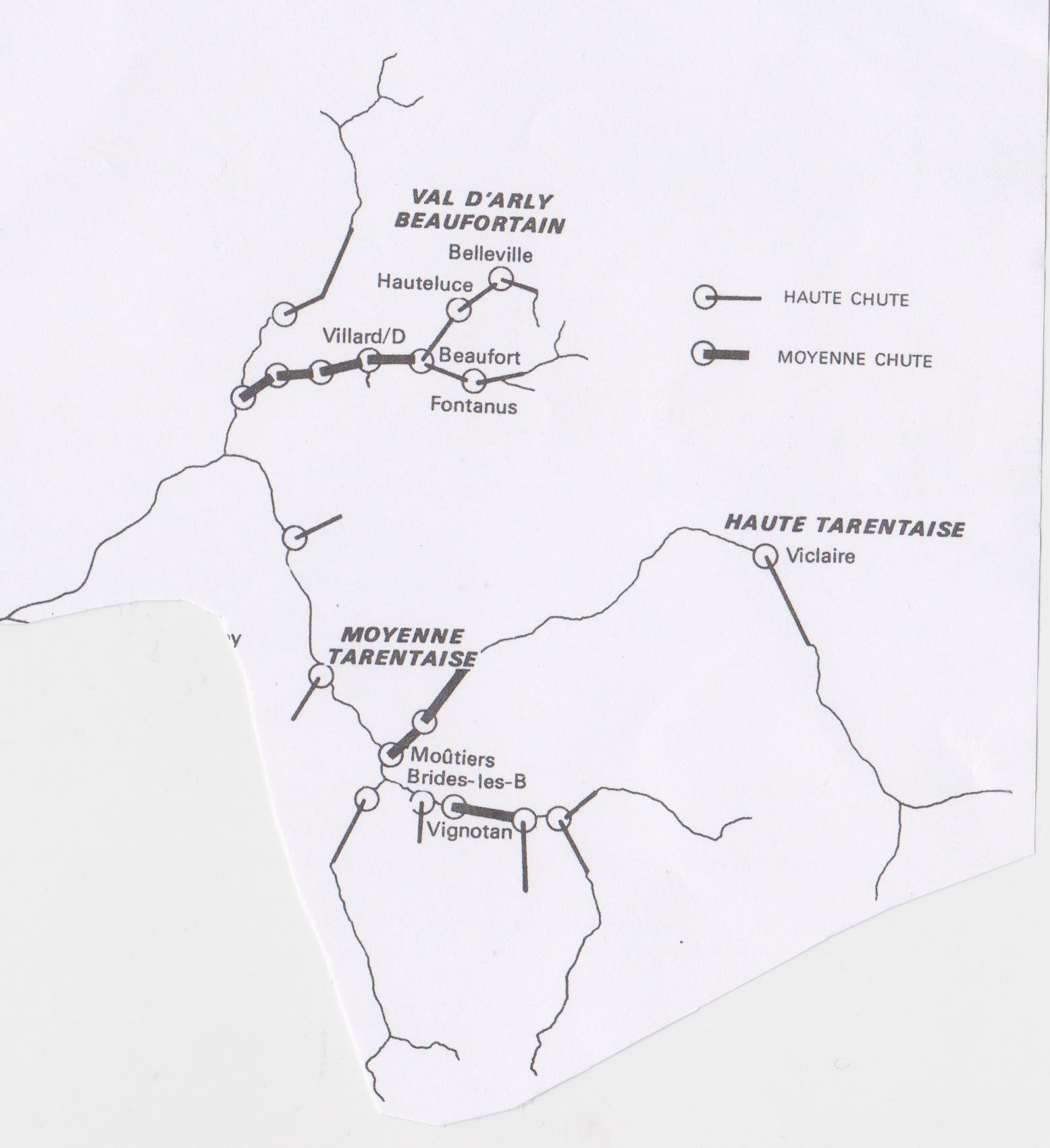
Centrales hydroélectriques de 1920 à 1945.

Entre les deux Guerres mondiales, si l’équipement en nouvelles centrales continue à privilégier le cœur de la Tarentaise, c’est toujours pour l’approvisionnement des usines dont le réseau s’est étoffé, l'aciérie d’Ugine (centrales de Brides et Moûtiers) rivalisant avec Bozel-Malétra (centrale de Vignotan). Pendant toute cette période, la part prélevée par la lointaine métropole lyonnaise pour son alimentation, avec les centrales de Pomblière — pour partie — en 1906, de La Rosière en 1910 et de Viclaire en 1924 en haute Tarentaise est restée marginale.

## L'aménagement intégral: Tignes et la haute Tarentaise (1947-1954)
Programmé prioritairement au lendemain de la Libération, l’aménagement intégral de l’Isère en Tarentaise appartient à la légende nationale, avec son côté héroïque[style à revoir] : toute la France a vécu le drame de l’ennoiement de la cuvette de Tignes, contre la volonté de ses habitants, : il était alors considéré par l’opinion comme un douloureux mais nécessaire sacrifice à l’intérêt du pays.
Cet aménagement intégral a commencé logiquement[pourquoi ?] par la section la plus à l’amont, entre Val-d'Isère et Bourg-Saint-Maurice. Le schéma s’est conformé aux sollicitations d’un cadre naturel exceptionnellement favorable : une dénivellation de l’ordre de 1 000 mètres sur une distance d’une vingtaine de kilomètres ; la présence dans la partie supérieure d’un site de barrage idéal avec le profond ombilic de Tignes derrière le verrou glaciaire du Chevril dans des quartzites d’une solidité à toute épreuve[réf. nécessaire].

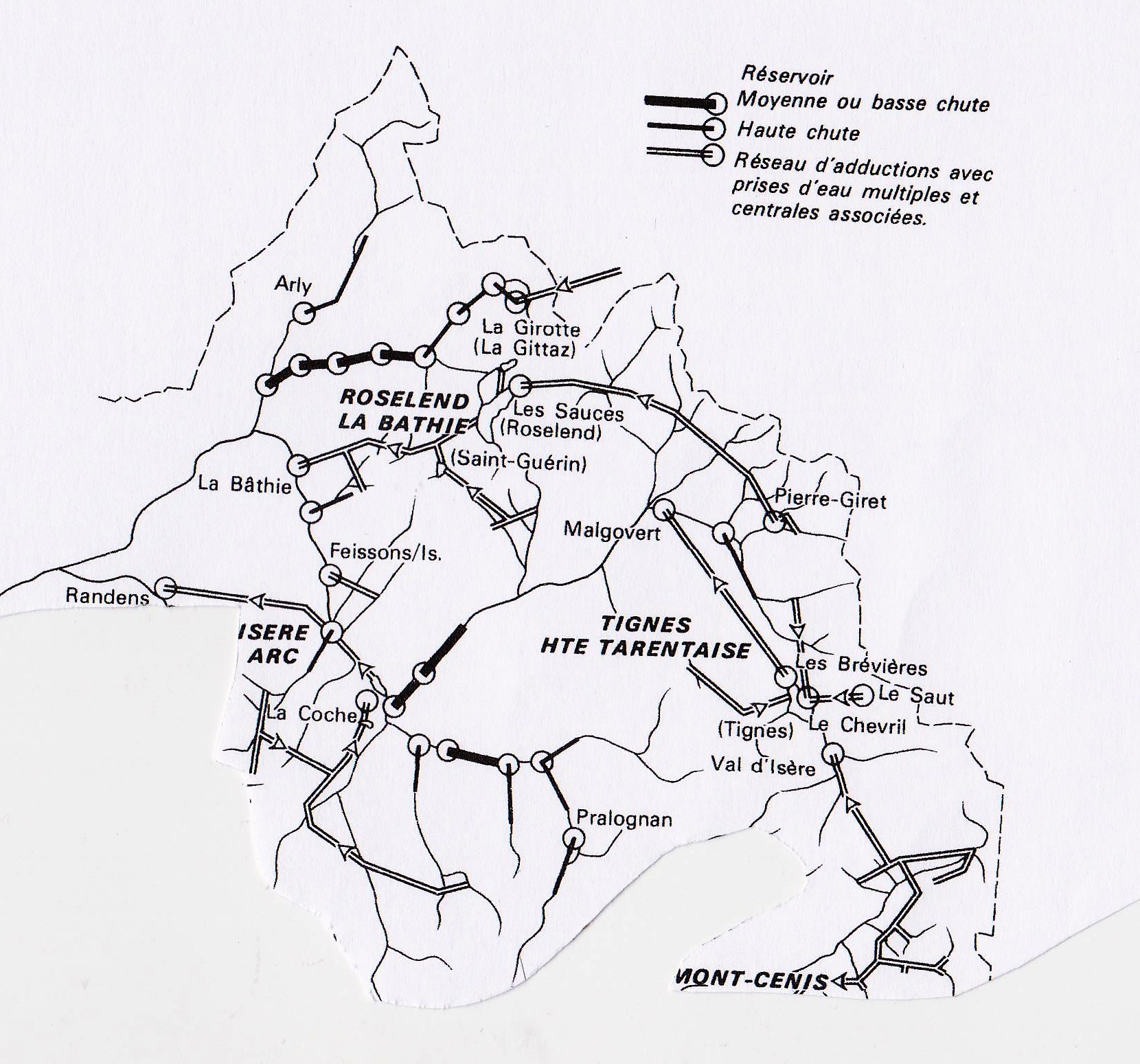
Aménagement intégral (1945-1977).

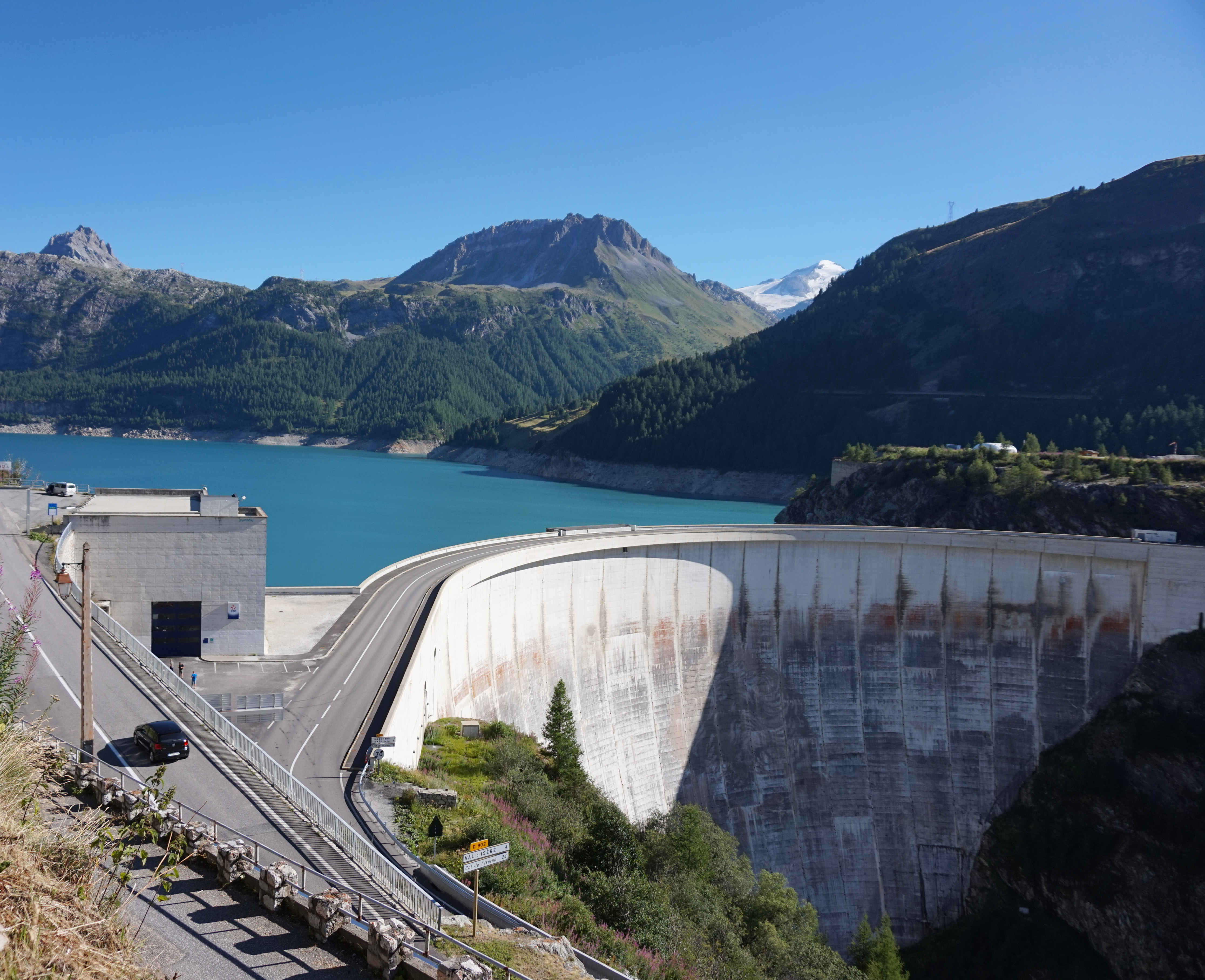
Le barrage du Chevril, ou barrage de Tignes (dont les eaux sont turbinées à la centrale des Brévières) et, à gauche, la centrale du Chevril qui turbine les eaux venant du Saut.

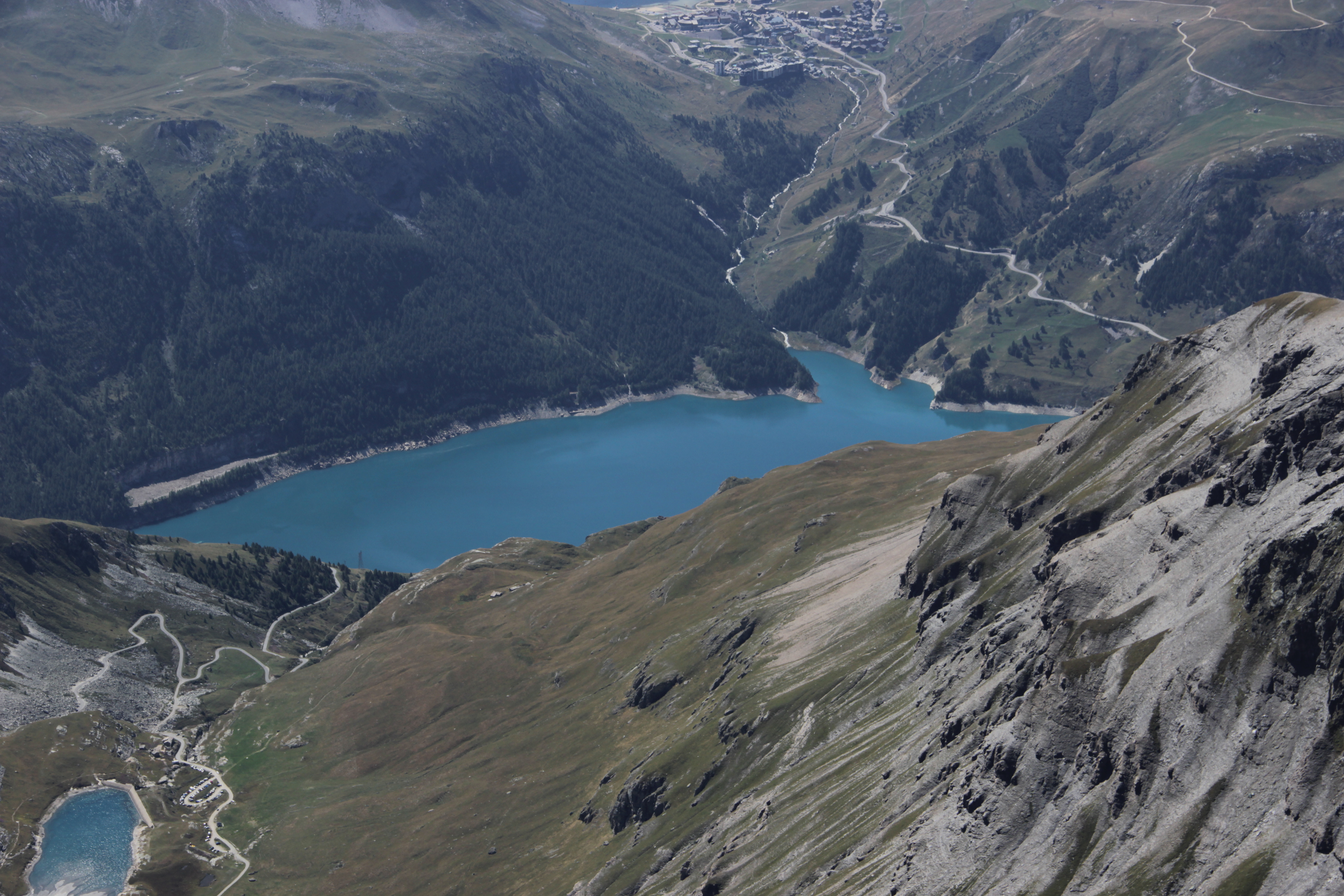
Le lac du Chevril et le lac du Saut.

Au centre du dispositif a été construit en cinq ans (1947-1952) le barrage-voûte en béton du Chevril aux dimensions impressionnantes : 180 mètres de hauteur sur fondations, 300 mètres de longueur. Pour le remplissage du lac de retenue d’une capacité de 230 millions de m3 à la cote maximale de 1 790 mètres les apports du bassin-versant naturel de 172 km2 ont été complétés grâce au détournement du Ponthurin, affluent de rive gauche, par une galerie sous le Dôme de la Sache, du Nant Cruet et du Nant des Clous descendus de la crête frontalière en rive droite, tous tributaires dont la confluence avec l’Isère est très à l’aval du barrage. Le bassin versant s’est ainsi agrandi de 78 km2. Le potentiel de production est à la mesure de ces gigantesques travaux. On a construit au pied du barrage la centrale des Brévières, qui admet sur ses turbines 50 m3/s, d’une puissance installée de 95 MW avec un productible annuel de 145 GWh. Des Brévières part une galerie souterraine de 15 km dans le flanc oriental du mont Pourri. À son extrémité, la centrale de Malgovert turbine 50 m3 sous une chute de 750 mètres. Sa puissance installée est de 300 MW, avec une productibilité annuelle de 660 GWh. Le cumul des deux centrales donne donc une puissance installée de 395 MW et un productible de 800 GWh.
Ces chiffres records pourraient faire oublier[Interprétation personnelle ?] l’existence d’un domaine montagnard de haute altitude situé au-dessus du niveau de la retenue de Tignes. Il a fait l’objet d’un double aménagement complémentaire. D’une part, dès 1954, les captages du Nant Cruet et du Nant des Clous étant très au-dessus du niveau du lac, la centrale du Chevril a pu fonctionner sous une chute de 216 mètres et avec un débit de 6 m3 soit une puissance installée de 20 MW et un productible annuel de 49 GWh. Elle peut fonctionner en éclusée. À une altitude supérieure, le ruisseau du Chevril a été équipé en 1967 d’une retenue à la cote 2295 qui alimente à son pied une centrale souterraine sous 80 mètres de chute d’altitude. D’autre part, à l’amont du lac de Tignes, la centrale de Val-d'Isère a reçu à partir de 1959 une partie de son alimentation de l’Arc supérieur par une galerie souterraine de 12 km sous le col de l'Iseran jusqu’en 1970, c’est-à-dire jusqu’à l’entrée en service du barrage du Mont-Cenis ; elle ne turbine plus aujourd’hui que les eaux de la Calabourdane, petit affluent de rive gauche de l’Isère sous une chute de 200 mètres (10 m3/s, puissance installée de 17 MW, productible de 26,5 GWh).

## L’aménagement intégral: Roselend-La Bâthie (1954-1960)

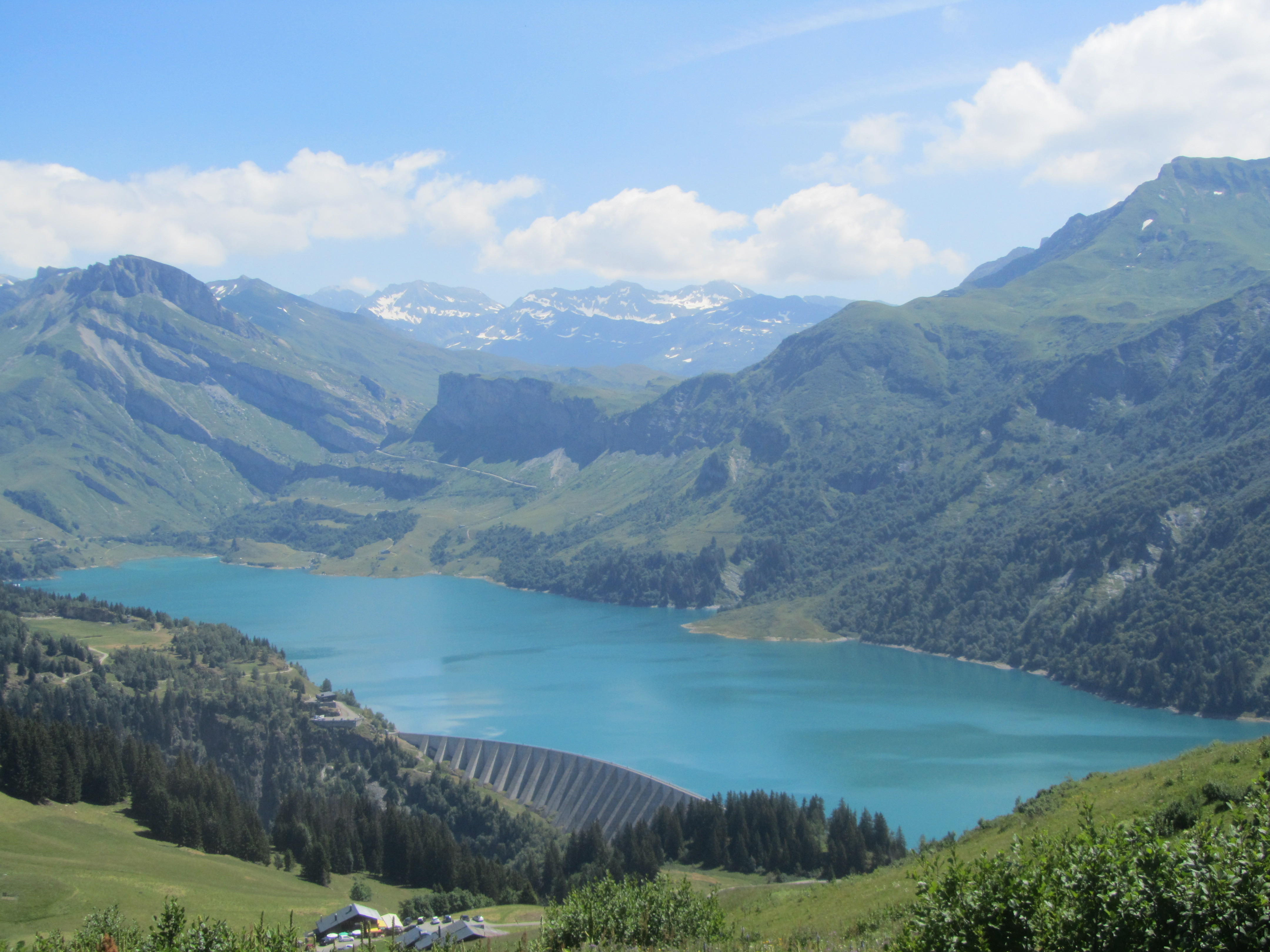
lac réservoir de Roselend.

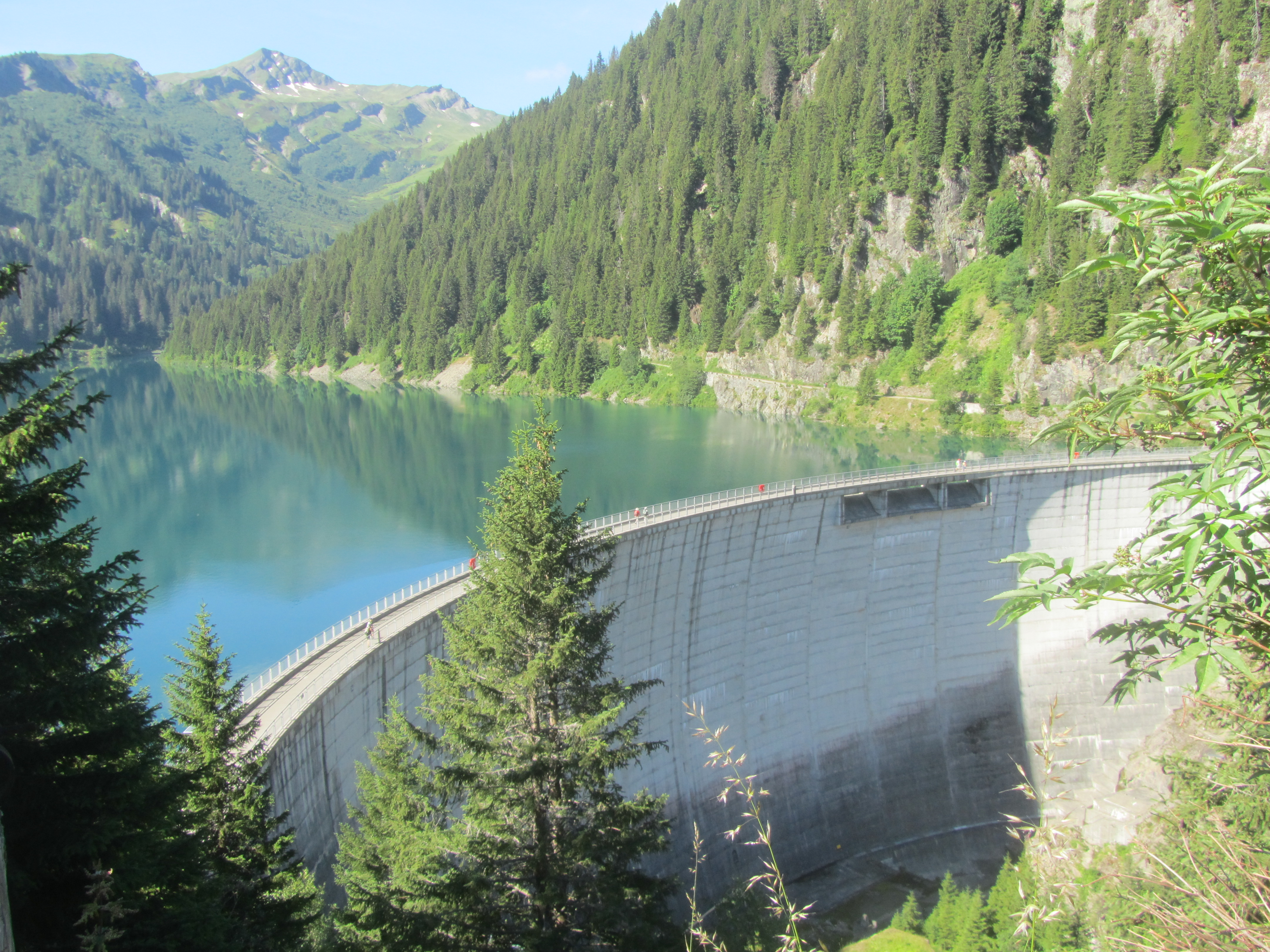
barrage et lac de Saint-Guérin.

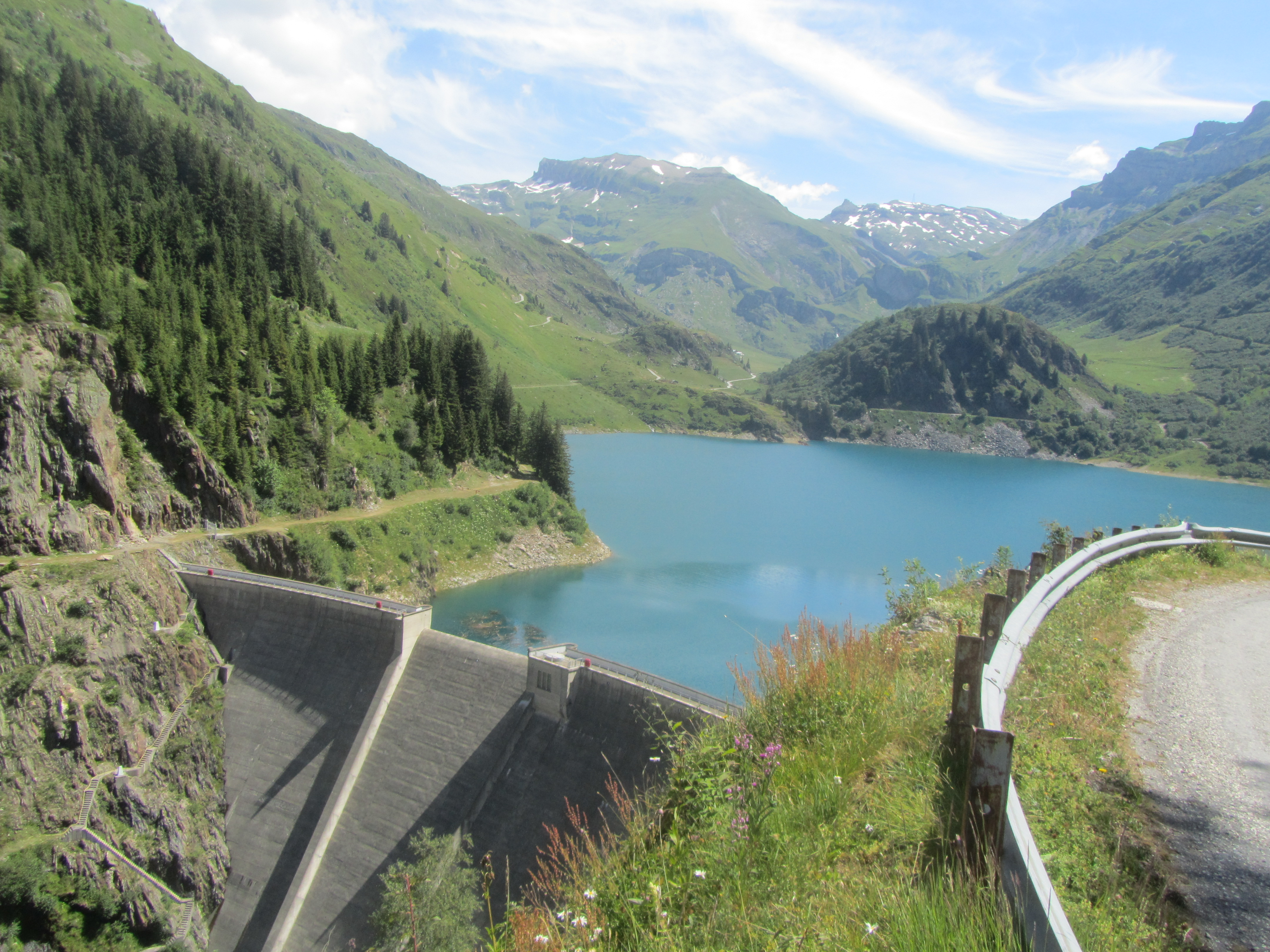
barrage et lac de la-Gittaz.

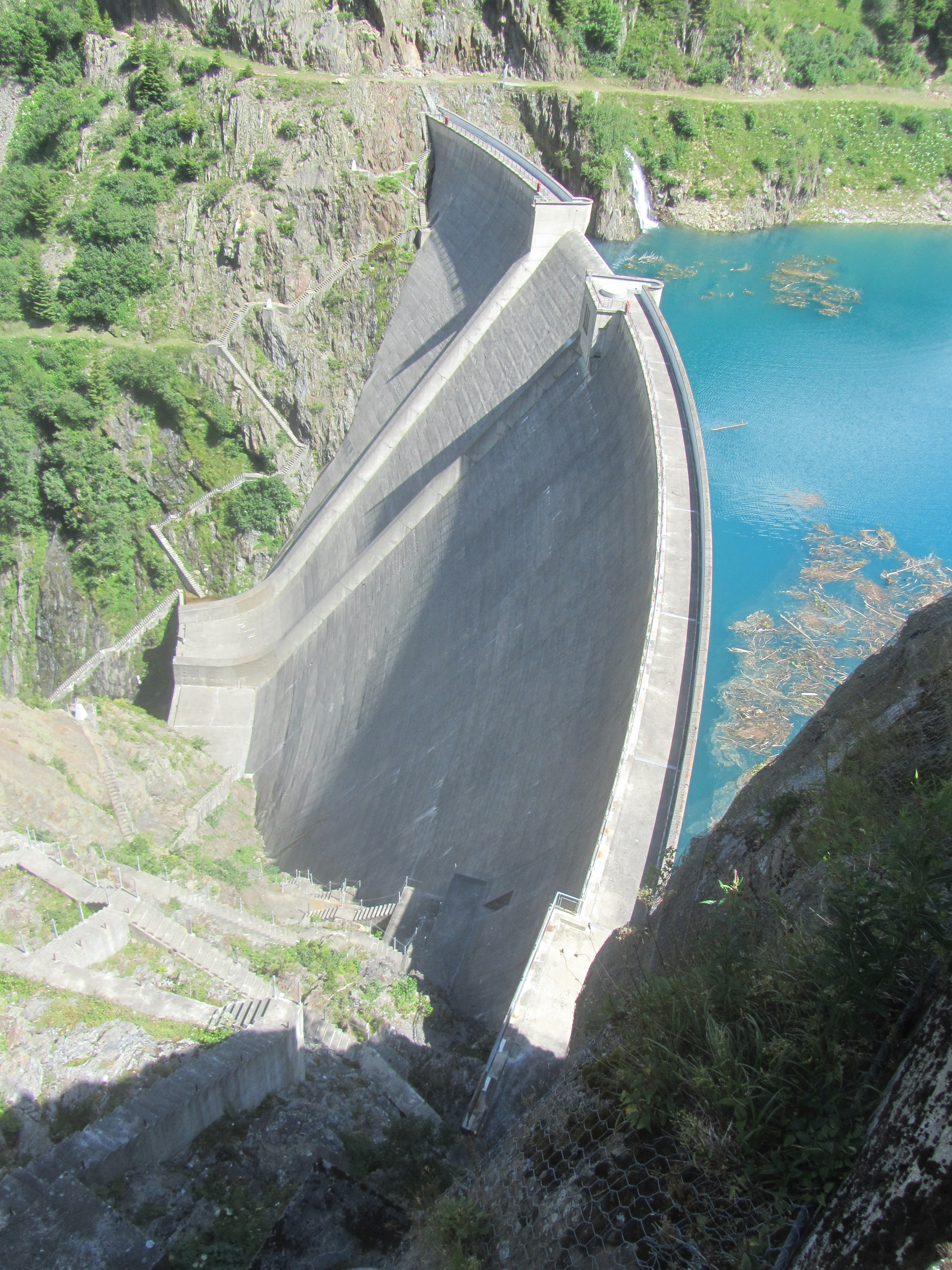
le barrage de La-Gittaz.

Il faut, provisoirement, pour rester dans la logique du processus d’aménagement intégral, s’écarter du cours naturel de l’Isère, aller dans le Beaufortain, avec le lac de Roselend au centre du dispositif. Ce spacieux site d’alpage présentait, comme Tignes, deux avantages : d’une part, une large cuvette fermée à l’aval par le verrou glaciaire du Méraillet fait de solides schistes métamorphiques ; d’autre part, une forte altitude induisant une exploitation sous haute chute et donc une puissance installée maximale de la centrale. Les travaux ont duré de 1955 à 1960. Le trait de scie du verrou a été fermé par un classique barrage voûte mais, afin d’augmenter la capacité du réservoir, une surélévation a été obtenue par l’adjonction sur les deux ailes, la droite surtout, d’un barrage poids à contreforts d’une grande élégance. L’ouvrage atteint ainsi 150 mètres de hauteur et 800 mètres de développement en crête. On parvient de la sorte à porter la capacité du réservoir à 187 millions de m3 à la cote 1557. Deux autres retenues ont été créées dans le voisinage : en 1961 celle de Saint-Guérin par un barrage voûte mince de 70 mètres de hauteur et 250 mètres de développement en crête, avec une capacité de 13 millions de m3 s ; celle de La Gittaz par un barrage poids arqué de 65 mètres de hauteur et 164 mètres de développement en crête avec une capacité de 14 millions de m3, mise en service en 1967. Ces trois retenues à leur remplissage sont à des cotes très voisines et leur connexion par galeries souterraines permet de les considérer comme un même réservoir de 214 millions de m3.
Ces retenues seraient toutefois surdimensionnées : leurs bassins versants (44 km2 pour Roselend, 19 pour Saint-Guérin et 20 pour La Gittaz, soit au total 83 km2, ne suffisent pas à leur remplissage. Comme dans le cas de Tignes, il a fallu imaginer des apports complémentaires extérieurs. Il s’agit, pour Roselend, des affluents de l’Isère en Haute Tarentaise depuis la Sassière, sur la commune de Sainte-Foy-Tarentaise, jusqu’au torrent des Glaciers. La retenue de Saint-Guérin reçoit, elle, les apports de l’Ormente détournée du Berceau tarin par-dessous le Cormet d'Arèches. Enfin deux ruisseaux affluents de l’Isère en basse Tarentaise, le Bénétan et l’Argentine se déversent directement dans la galerie en charge de 14,5 km avant la conduite forcée. 186 km2 sont ainsi ajoutés aux 83 du Beaufortain lui-même ce qui donne au total un bassin versant de 269 km2. La centrale souterraine de La Bâthie est établie hors du Beaufortain, dans la plaine de basse Tarentaise. En service depuis 1960, elle fonctionne sous une chute de 1 203 mètres avec un débit de 50 m3/s ce qui donne une puissance installée de 550 MW que les travaux en cours en 2018 vont porter à 600. Le productible annuel est de 1 000 GWh.
Comme pour Tignes, il existe un domaine de haute altitude à deux étages. Au plus haut se situe la centrale de Pierre-Giret, sur la commune de Sainte-Foy-Tarentaise. Avant d’être acheminées vers la retenue de Roselend, les eaux du ruisseau de la Sassière sont turbinées depuis 1963 à partir d’une retenue située à 2 016 mètres, de capacité de 100 000 m3, ce qui va permettre un fonctionnement en éclusée de la centrale sous une chute de 296 mètres avec un débit de 2,8 m3/s, soit une puissance installée de 6,2 MW et un productible annuel de 16,8 GWh. À l’étage inférieur, la centrale des Sauces terminée en 1963 est implantée au niveau même de la retenue de Roselend. Elle est alimentée par une adduction d’une longueur record de 25 km depuis la centrale de Pierre-Giret : elle dispose, avec le contenu de cette longue canalisation d’une « capacité de tête » suffisante pour pouvoir fonctionner en éclusée sous une chute de 105 mètres avec un débit de 21 m3/s, une puissance installée de 18 MW et un productible annuel de 44,5 GWh .

## En Basse Tarentaise, aménagements traditionnel et intégral: Isère-Arc
L’Isère retrouve son lit naturel à l’aval de la centrale de Malgovert et de son bassin de compensation de Montrigon, sur la commune de Bourg-Saint-Maurice. La carte des aménagements hérités de la période de la houille blanche a subi peu de modifications. Il n’y a toujours qu’une seule centrale sur le cours même de la rivière : celle de Pomblière, mais elle a été modernisée depuis 1973 : beaucoup plus performante que l’ancienne, prise d’eau à 580 mètres, ce qui donne une chute brute de 75 mètres, un débit de l’ordre de 24 m3/s, une puissance installée de 13,2 MW et un productible de 132 GWh en fil de l’eau. On a renoncé à équiper le secteur en amont, et les projets d’une centrale à Aime n’ont pas eu de suite. Contrepartie positive : la pratique du rafting au rythme des lâchages depuis le bassin de Montrigon. La seule véritable nouveauté est la centrale de Feissons-sur-Isère qui exploite depuis 1956 les ruisseaux de rive droite en basse Tarentaise, remarquable surtout par sa hauteur de chute de 774 mètres d’où, malgré un faible débit de 1,4 m3/s, une puissance installée de 13 MW et un productible de 60 GWh. Dans la vallée affluente du Doron de Bozel, EDF s’est également contentée de moderniser la centrale de Vignotan, équipée pour turbiner 11,5 m3/s sous une chute de 75 mètres avec une puissance installée de 13 MW et un productible de 132 GWh.
Pour tirer parti du potentiel de l’Isère en basse Tarentaise à l’aval de Moûtiers, l’idée s’est imposée d’un court-circuitage qui lui épargne le long coude vers Albertville jusqu’à sa confluence avec l’Arc. La liaison dite Isère-Arc a été établie en 1954 par une galerie de 16 km par-dessous le massif de la Lauzière. Le captage se situe dans les gorges de Ponsérand à Aigueblanche : c’est sur cette commune qu’a été construit le barrage de dérivation au lieudit Les Échelles d’Hannibal. Le réservoir contient 350 000 m3 à la cote 470 mètres. À l’issue de la galerie, la centrale mauriennaise de Randens fonctionne sous une chute de 150 mètres avec un débit de 123 m3/s avec une puissance installée de 124 MW et un productible annuel de 470 GWh,.

## À l’ère du nucléaire, la station de pompage de La Coche (1975)
Pour un article plus général, voir Pompage-turbinage.

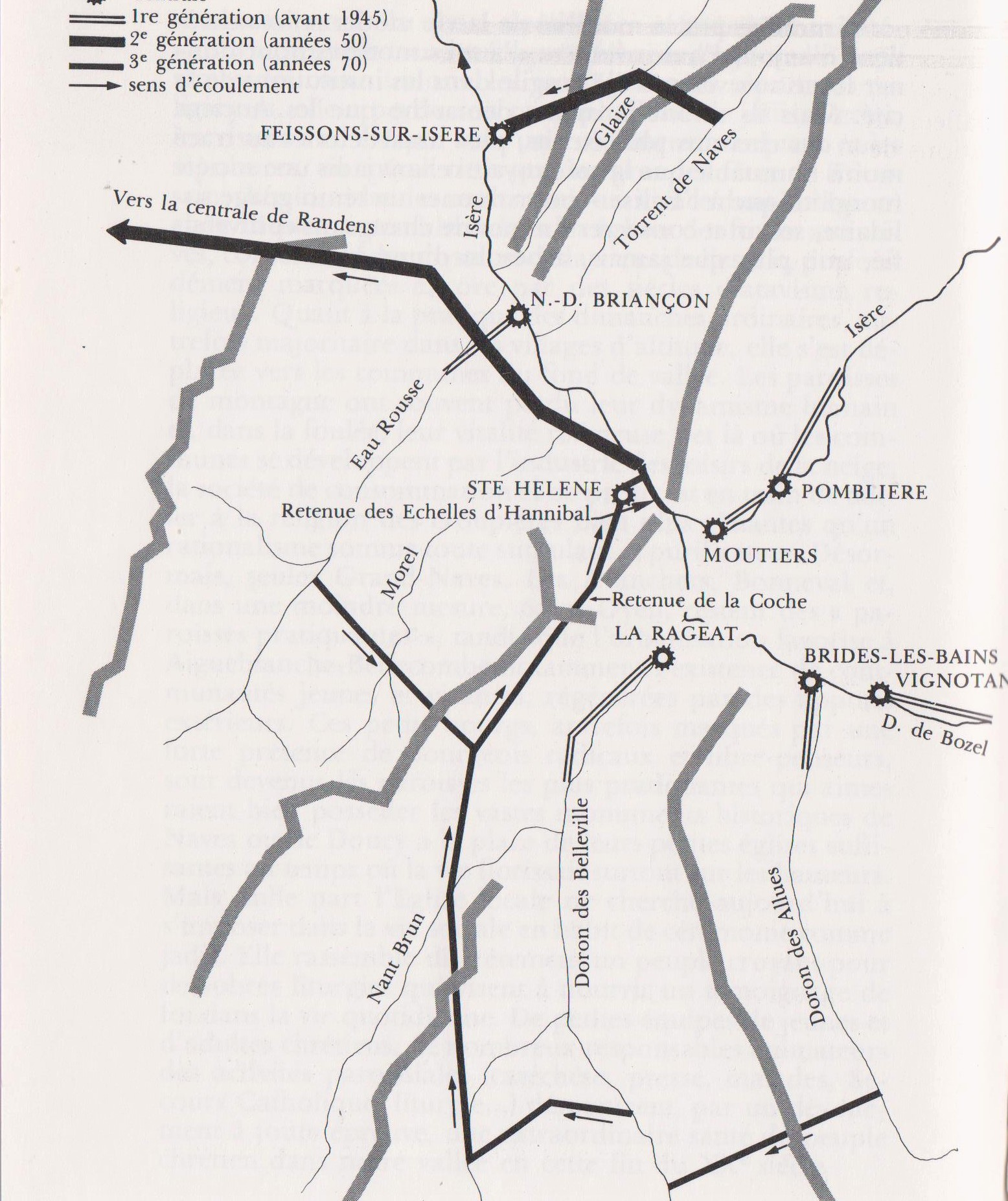
Les aménagements hydroélectriques au cœur de la Tarentaise.

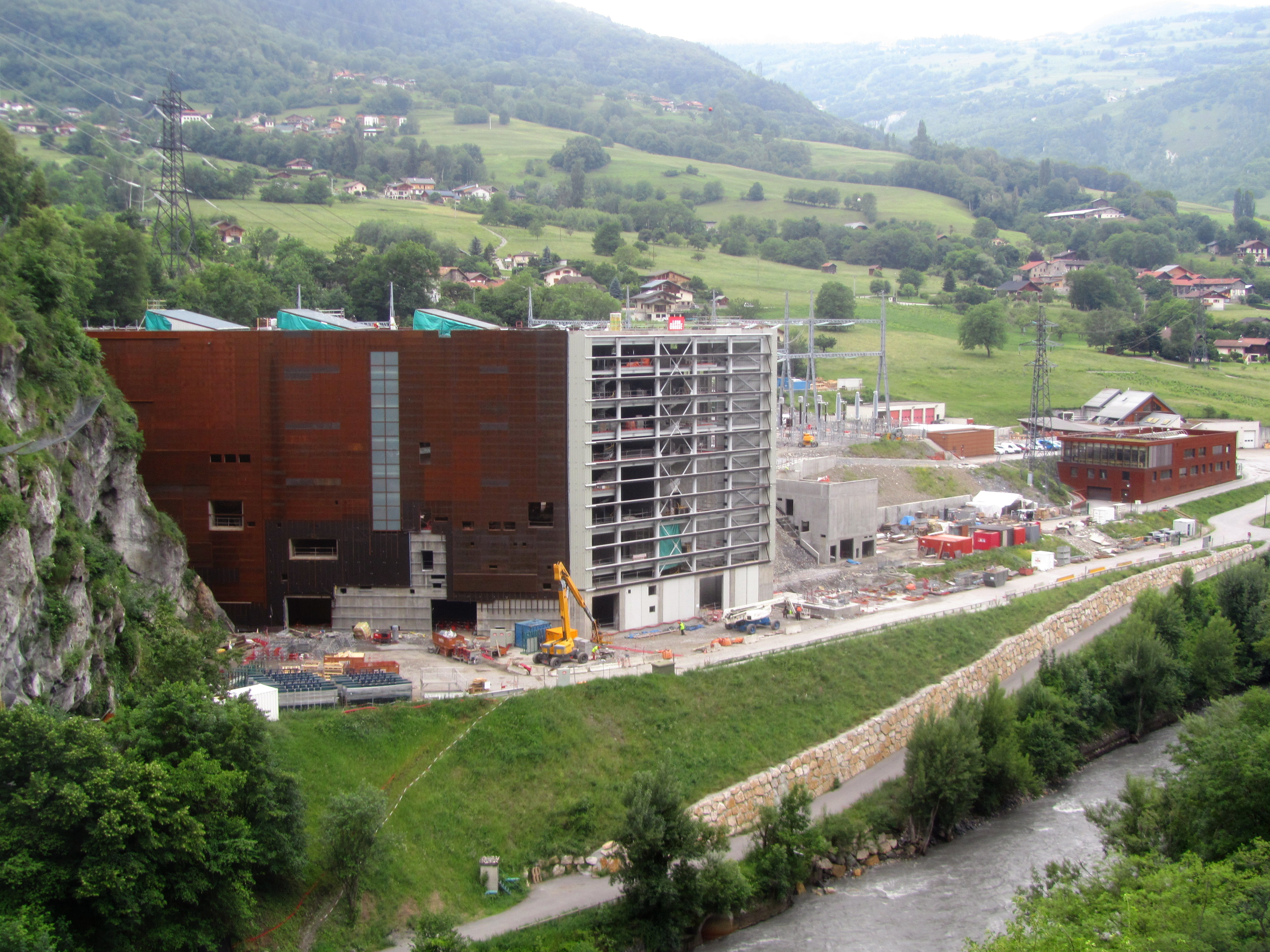
Installation d'une nouvelle turbine pour une meilleure maintenance.

Quand s’ouvre l’ère française du nucléaire dans les années 1970, le potentiel hydroélectrique des régions montagneuses s’est vu attribuer une vocation complémentaire. Par leur connexion quasi instantanée au réseau, les centrales fonctionnant en réservoir peuvent être amenées à pallier dans l’urgence les défaillances d’un réacteur. Par ailleurs, le fonctionnement des réacteurs n’a pas la souplesse qui leur permet de moduler la production selon les variations de la demande entre heures creuses et heures de pointe. D’où l’idée des STEP (Stations de transfert d’énergie par pompage) dont les groupes réversibles fonctionnent en pompe en heures creuses et en turbine en heures pleines. Ce type d’installation suppose la proximité de deux réservoirs étagés à des altitudes différentes. En Tarentaise, la retenue d’Aigueblanche a joué le rôle de réservoir inférieur. Le lac supérieur restait à créer. C’est le site de La Coche, dans une proche encoche de la montagne, qui a joué ce rôle. L’exiguïté de l’espace disponible limitant sa superficie à 85 000 m2, sa capacité de 400 000 m3 n’a été obtenue que par le surcreusement de la cuvette naturelle. Son remplissage à la cote 1398 n’est pas uniquement obtenu par pompage mais est aussi gravitaire, non du fait d’un bassin versant quasi inexistant, mais grâce à des adductions en provenance l’une de l’Eau Rousse et du Nant Brun, l’autre des vallées des Allues et des Belleville. La centrale de La Coche ou de Sainte-Hélène, en bordure de l’Isère, sur la commune du Bois, est en service depuis 1975. sous une chute de 927 mètres. Ses quatre groupes bulbes admettent un débit de 32 m3/s et ont une puissance installée de 310 MW et un productible annuel de 480 GWh. L'installation en 2018 dans un bâtiment spécial d'une  turbine Pelton  de 240 MW (la plus puissante de France) doit permettre une meilleure maintenance de la  STEP déjà en service : ses groupes pompes sont trop sensibles à l'usure par les eaux de fonte des neiges chargées de particules abrasives. La Pelton plus robuste prend alors leur relais et peut, vu sa puissance,  turbiner à plein débit ,.